# Mima Ito
Pour les articles homonymes, voir Ito.
Mima Ito (伊藤 美誠, Itō Mima) est une pongiste japonaise née le 21 octobre 2000 dans la préfecture de Shizuoka. 

## Biographie
Mima Ito a remporté avec Ai Fukuhara et Kasumi Ishikawa la médaille de bronze de l'épreuve par équipes aux Jeux olympiques d'été de 2016 à Rio de Janeiro, à l'âge de quinze ans, ce qui en fait la plus jeune médaillée olympique de cette discipline à ce jour.
Elle a également remporté le double dames de l'Open de Corée du Sud ITTF en 2015. Ses dernières victoires sont l'Open de Suède Femmes 2018 et l'Open du Japon Femmes 2018. Elle est actuellement 9eme au classement de la Fédération internationale de tennis de table.
Elle réussit un exploit à domicile en s'imposant avec Jun Mizutani contre la paire chinoise en double mixte aux Jeux Olympiques 2020 de Tokyo. Le Japon remporte sa première médaille olympique en or en tennis de table de son histoire.
Elle remporte la médaille de bronze en simple lors des Championnats du monde 2025 à Doha.